# Synanthedon aulograpta
Synanthedon aulograpta is een vlinder uit de familie wespvlinders (Sesiidae), onderfamilie Sesiinae.
Synanthedon aulograpta is voor het eerst wetenschappelijk beschreven door Meyrick in 1934. De soort komt voor in het Afrotropisch gebied.